# Kroatischer Fußball-Supercup
Der Kroatische Fußball-Supercup ist ein kroatischer Fußballwettbewerb, in dem zu Beginn einer Saison der kroatische Meister und der kroatische Pokalsieger der abgelaufenen Saison in einem einzigen Spiel aufeinandertreffen. Das Spiel findet seit 2002 im Stadion des kroatischen Meisters statt.
Sollte eine Mannschaft das Double gewonnen haben, wird dieser Wettbewerb nicht ausgetragen. Der Wettbewerb findet seit 1992 statt und konnte am häufigsten von Dinamo Zagreb (8 Titel) gewonnen werden.

## Die Endspiele im Überblick
| Jahr       | Austragungsort                                 | Sieger                          | Ergebnis                                            | Finalist                        |
| ---------- | ---------------------------------------------- | ------------------------------- | --------------------------------------------------- | ------------------------------- |
| 1992       | Stadion Maksimir, Zagreb                       | Hajduk Split                    | 0:0 n. V. (3:1 i. E.)                               | Inter Zaprešić                  |
| 1993       | Stadion Poljud, Split Stadion Maksimir, Zagreb | Hajduk Split                    | (a) 4:4 (Hin- & Rückspiel (0:0, 4:4))               | Dinamo Zagreb                   |
| 1994       | Stadion Poljud, Split Stadion Maksimir, Zagreb | Hajduk Split                    | 1:1 n. V. (5:4 i. E.) (Hin- & Rückspiel (1:0, 0:1)) | Dinamo Zagreb                   |
| 1995       | Hajduk Split gewann das Double                 | Hajduk Split gewann das Double  | Hajduk Split gewann das Double                      | Hajduk Split gewann das Double  |
| 1996       | Dinamo Zagreb gewann das Double                | Dinamo Zagreb gewann das Double | Dinamo Zagreb gewann das Double                     | Dinamo Zagreb gewann das Double |
| 1997       | Dinamo Zagreb gewann das Double                | Dinamo Zagreb gewann das Double | Dinamo Zagreb gewann das Double                     | Dinamo Zagreb gewann das Double |
| 1998       | Dinamo Zagreb gewann das Double                | Dinamo Zagreb gewann das Double | Dinamo Zagreb gewann das Double                     | Dinamo Zagreb gewann das Double |
| 1999- 2001 | keine Austragung                               | keine Austragung                | keine Austragung                                    | keine Austragung                |
| 2002       | Stadion Maksimir, Zagreb                       | Dinamo Zagreb                   | (g) 3:2 n. V.                                       | NK Zagreb                       |
| 2003       | Stadion Maksimir, Zagreb                       | Dinamo Zagreb                   | 4:1                                                 | Hajduk Split                    |
| 2004       | Stadion Poljud, Split                          | Hajduk Split                    | 1:0                                                 | Dinamo Zagreb                   |
| 2005       | Stadion Poljud, Split                          | Hajduk Split                    | 1:0 n. V.                                           | HNK Rijeka                      |
| 2006       | Stadion Maksimir, Zagreb                       | Dinamo Zagreb                   | 4:1                                                 | HNK Rijeka                      |
| 2007       | Dinamo Zagreb gewann das Double                | Dinamo Zagreb gewann das Double | Dinamo Zagreb gewann das Double                     | Dinamo Zagreb gewann das Double |
| 2008       | Dinamo Zagreb gewann das Double                | Dinamo Zagreb gewann das Double | Dinamo Zagreb gewann das Double                     | Dinamo Zagreb gewann das Double |
| 2009       | Dinamo Zagreb gewann das Double                | Dinamo Zagreb gewann das Double | Dinamo Zagreb gewann das Double                     | Dinamo Zagreb gewann das Double |
| 2010       | Stadion Maksimir, Zagreb                       | Dinamo Zagreb                   | 1:0                                                 | Hajduk Split                    |
| 2011       | Dinamo Zagreb gewann das Double                | Dinamo Zagreb gewann das Double | Dinamo Zagreb gewann das Double                     | Dinamo Zagreb gewann das Double |
| 2012       | Dinamo Zagreb gewann das Double                | Dinamo Zagreb gewann das Double | Dinamo Zagreb gewann das Double                     | Dinamo Zagreb gewann das Double |
| 2013       | Stadion Maksimir, Zagreb                       | Dinamo Zagreb                   | 1:1 n. V. (4:1 i. E.)                               | Hajduk Split                    |
| 2014       | Stadion Kantrida, Rijeka                       | HNK Rijeka                      | 2:1                                                 | Dinamo Zagreb                   |
| 2015       | Dinamo Zagreb gewann das Double                | Dinamo Zagreb gewann das Double | Dinamo Zagreb gewann das Double                     | Dinamo Zagreb gewann das Double |
| 2016       | Dinamo Zagreb gewann das Double                | Dinamo Zagreb gewann das Double | Dinamo Zagreb gewann das Double                     | Dinamo Zagreb gewann das Double |
| 2017       | HNK Rijeka gewann das Double                   | HNK Rijeka gewann das Double    | HNK Rijeka gewann das Double                        | HNK Rijeka gewann das Double    |
| 2018       | Dinamo Zagreb gewann das Double                | Dinamo Zagreb gewann das Double | Dinamo Zagreb gewann das Double                     | Dinamo Zagreb gewann das Double |
| 2019       | Stadion Maksimir, Zagreb                       | Dinamo Zagreb                   | 1:0                                                 | HNK Rijeka                      |
| 2020       | keine Austragung                               | keine Austragung                | keine Austragung                                    | keine Austragung                |
| 2021       | Dinamo Zagreb gewann das Double                | Dinamo Zagreb gewann das Double | Dinamo Zagreb gewann das Double                     | Dinamo Zagreb gewann das Double |
| 2022       | Stadion Maksimir, Zagreb                       | Dinamo Zagreb                   | 0:0 n. V. (4:1 i. E.)                               | Hajduk Split                    |
| 2023       | Stadion Maksimir, Zagreb                       | Dinamo Zagreb                   | 1:0                                                 | Hajduk Split                    |
| 2024       | Dinamo Zagreb gewann das Double                | Dinamo Zagreb gewann das Double | Dinamo Zagreb gewann das Double                     | Dinamo Zagreb gewann das Double |

### Rangliste der Sieger und Finalisten
| Rang | Verein         | Titel | Jahr(e)                                        | FT |
| ---- | -------------- | ----- | ---------------------------------------------- | -- |
| 1    | Dinamo Zagreb  | 8     | 2002, 2003, 2006, 2010, 2013, 2019, 2022, 2023 | 4  |
| 2    | Hajduk Split   | 5     | 1992, 1993, 1994, 2004, 2005                   | 4  |
| 3    | HNK Rijeka     | 1     | 2014                                           | 3  |
| 4    | Inter Zaprešić |       |                                                | 1  |
|      | NK Zagreb      |       |                                                | 1  |